# Pardosa chahraka
Pardosa chahraka là một loài nhện trong họ Lycosidae.
Loài này thuộc chi Pardosa. Pardosa chahraka được Carl Friedrich Roewer miêu tả năm 1960.